# مردی که دن کیشوت را کشت
مردی که دن کیشوت را کشت (انگلیسی: The Man Who Killed Don Quixote) فیلمی در ژانر ماجراجویی به کارگردانی تری گیلیام است. از بازیگران آن می‌توان به جاناتان پرایس، آدام درایور و اولگا کوریلنکو اشاره کرد.

## بازیگران
- آدام درایور در نقش توبی گریزونی
- جاناتان پرایس در نقش «دن کیشوت»
- استلان اسکاشگورد در نقش رئیس
- اولگا کوریلنکو در نقش جکی، همسر رئیس
- ژوآنا هیبیرو در نقش آنخلیکا
- اسکار جانادا در نقش کولی
- جیسون واتکینز در نقش روپرت
- سرژی لوپس در نقش کشاورز
- روسی د پالما در نقش همسر کشاورز
- خُویک کوچکریان در نقش رائول
- جوردی مویا در نقش الکسی میشکین
- لائورا گالان